# Susie O'Neill
Susan O'Neill, coneguda com a Susie O'Neill, (Brisbane, Austràlia 1973) és una nedadora australiana, ja retirada, guanyadora de vuit medalles olímpiques i considerada una de les millors nedadores del seu país juntament amb Dawn Fraser, Leisel Jones i Petria Thomas.

## Biografia
Va néixer el 2 d'agost de 1973 a la ciutat de Brisbane, població situada a l'estat de Queensland. És cosina de la remadora Sally Kehoe.

## Carrera esportiva
Especialista en estil lliure, etils i papallona, va participar als 18 anys en els Jocs Olímpics d'Estiu de 1992 celebrats a Barcelona (Catalunya), on va aconseguir guanyar la medalla de bronze en la prova femenina dels 200 m. papallona. Així mateix finalitzà cinquena en els 100 m. papallona i els relleus 4x100 m. estils, aconseguint sengles diplomes olímpics, onzena en els 200 m. lliures i quinzena en els 100 m. lliures.
En els Jocs Olímpics d'Estiu de 1996 realitzats a Atlanta (Estats Units), on va aconseguir guanyar la medalla d'or en els 200 m. papallona, la medalla de plata en els relleus 4x100 m. estils i la medalla de bronze en els relleus 4x200 m. lliurs. Així mateix finalitzà cinquena en els 200 m. lliures i 100 m. papallona, i sisena en els relleus 4x100 m. lliures, aconseguint en tots ells un diploma olímpic.
En els Jocs Olímpics d'Estiu de 2000 realitzats a Sydney (Austràlia) participà en vuit proves, aconseguint guanyar la medalla d'or en els 200 m. lliures i la medalla de plata en els relleus 4x200 m. lliures, 200 m. papallona i relleus 4x100 m. estils. Així mateix finalitzà sisena en els relleus 4x100 m. lliures i setena en els 100 m. papallona com a resultats més destacats.
Al llarg de la seva carrera ha guanyat set medalles en el Campionat del Món de natació, entre elles una medalla d'or; onze medalles en el Campionat del Món de natació en piscina curta, entre elles tres medalles d'or; quinze medalles en el Jocs de la Commonwealth, deu d'elles d'or; i tretze medalles en els Campionats de Natació Pan Pacific, set d'elles d'or.